# Trò chơi liên tỉnh
Trò chơi liên tỉnh hay Trò chơi thi đấu liên tỉnh là một trong những trò chơi truyền hình đầu tiên của kênh VTV3, Đài Truyền hình Việt Nam và là trò chơi truyền hình hợp tác quốc tế đầu tiên của Việt Nam. Với hai mùa 1996 và 1997, cùng kinh phí đầu tư rất lớn (tính đến hiện nay), chương trình thực sự trở thành sân chơi lành mạnh, lý thú,  thú vị của khán giả ở mọi lứa tuổi và rất được mong chờ mỗi 17 giờ chiều Chủ nhật (sau này là thứ Bảy) hàng tuần. Dẫn chương trình là nhà báo Lại Văn Sâm và Đỗ Hồng Cư.

## Hình thành
Sự hình thành của Trò chơi liên tỉnh đã được nhà báo Lại Văn Sâm chia sẻ trong chương trình Ký ức vui vẻ, tập 11 mùa 1:
Năm 1995, vì làm nhiều, tôi bị ốm phải nằm nhà một tháng. Ông Phó tổng Giám đốc Đài truyền hình Việt Nam gọi điện cho tôi hỏi thăm sức khỏe và nói: "Ông phải khỏe ngay, tôi đang cần ông sang Pháp để học một trò chơi vận động của Pháp để về làm. Cái này chỉ có ông mới làm được thôi". Tôi nhận lời và làm ngay, đó chính là chương trình Trò chơi liên tỉnh mà tôi làm sau này.
Ông cho biết thêm, đó là lần đầu tiên Việt Nam cộng tác với một công ty của nước ngoài để làm một chương trình trò chơi.

## Phát triển

### Sản xuất
Đội ngũ sản xuất chương trình Trò chơi liên tỉnh phần lớn là người Pháp, hướng dẫn và chỉ đạo cho ê-kíp Việt Nam sản xuất. Thời điểm đó, ông vừa làm MC vừa điều khiển chương trình, "muốn lấy cảnh nào thì bảo quay phim lấy cảnh đó", khi ấy chưa có trợ lý MC.
Mỗi tháng chương trình ghi hình liên tục 30 số. Kinh phí cho mỗi số phát sóng chỉ vỏn vẹn 10 triệu đồng thì thuê âm thanh, ánh sáng, địa điểm hết 3 triệu, giải thưởng cho các đội là 2 triệu, 5 triệu còn lại là chi phí cho ê-kíp sản xuất.
Vì là trò chơi truyền hình mang yếu tố vận động nên ngôn ngữ của MC và trọng tài thường dưới dạng mệnh lệnh, lời dẫn hòa nhịp với tiết tấu sôi động của trò chơi để khán giả và người chơi cùng hòa mình vào tiết tấu sôi động, hấp dẫn. Có nhiều đoạn dẫn trò chơi mới, để tăng phần sinh động và dễ hiểu, MC cũng phải treo người lên dây cáp để minh họa luật chơi. Sự nhiệt tình, trẻ trung, hào hứng của người dẫn như vậy đã làm không khí của trò chơi trở nên gây cấn, sôi động và đầy tính quyết thắng.

### Trò chơi
Hầu hết các trò chơi trong Trò chơi liên tỉnh đã được chỉnh sửa so với nguyên mẫu để phù hợp với sức khỏe và thể trạng của người Việt lúc đó. Có những trò chơi từ phiên bản gốc đã từng có dự định áp dụng vào phiên bản Việt Nam nhưng đã phải loại bỏ, một phần vì tính chất bạo lực và rùng rợn. Dần dần, qua quá trình rút kinh nghiệm và tiếp thu những phản hồi, góp ý từ dư luận, nhóm sản xuất đã thêm vào nhiều trò chơi mới, đưa vào các trò chơi dân gian, đậm sắc thái dân tộc..., đổi lại là những điều kiện khó khăn hơn với những tiết tấu cuốn hút, phức tạp hơn so với ban đầu.

## Nội dung
Trong mỗi chương trình, hai hoặc ba đội thi là thanh niên/vận động viên thuộc các sở thể dục thể thao đại diện ở mỗi tỉnh/đơn vị tham gia thi đấu các trò chơi vận động và tính điểm. Các trò chơi được thay đổi linh hoạt qua từng số để tránh nhàm chán.
Mỗi số phát sóng của chương trình có từ 5 đến 6 trò chơi, trong mỗi trò chơi sẽ có 1 nhà tài trợ của chương trình. Tổng cộng trong toàn bộ chương trình có tới 39 trò chơi (16 trò chơi ở mùa 1996), dưới đây chỉ nêu một số trò nổi bật:
- Cầm túi qua cầu (Xà bông Lifebuoy)
- Đánh cầu lông (YoMost): Mỗi đội cử 3 người lên nệm bơm hơi. Cả 2 đội thi đánh cầu lông trong 2 hiệp 2 phút. Đội thắng là đội có tổng điểm cao hơn.
- Con ngựa bất kham (Roche)
- Đua xe lửa vượt địa hình (Laroscorbine - Roche)
- Leo dốc bằng tay[6] (Bật lửa Cricket): Một con dốc màu xanh với 2 dãy răng cưa ở 2 bên, người chơi dùng 1 thanh ngang để móc vào 2 dãy đó và bật lên liên tục để leo hết dốc. Trò chơi này được sử dụng trong tất cả các số của chương trình và chỉ dành cho một thanh niên đại diện đội chơi.
- Cô gái Hà Lan (Cô gái Hà Lan - Foremost[7]): Người chơi (mặc bộ đồ của cô gái Hà Lan đi lấy sữa) nhảy qua các chướng ngại vật là các đống rơm hàng ngang, đến hàng cuối cùng thì chọn 1 trong các ô cửa để mở ra lấy sữa, nếu mở ra mà không gặp con chó sói thì lấy sữa về an toàn, còn không người chơi sẽ bị sói rượt.  Ở 1 trò chơi khác cùng tên, người chơi sẽ mặc áo của những con búp bê, vượt qua chướng ngại vật và đi lấy nón trong 6 lượt. Nếu để rơi nón khi về nơi xuất phát thì phải trở lại đội mũ khác. Ai về cuối sẽ bị loại.
- Chạy trên băng trượt
- Tin tức thời sự (Pepsi, 7up): Người chơi xách xô nước chạy qua mặt phẳng, một người hô "Thời sự, thời sự", hoặc "Ca nhạc, ca nhạc"...,một đội khác bên dưới dùng tay đẩy lên sao cho người của đội thi bị ngã. Vòng thi này bị báo chí thời đó phản ứng kịch liệt vì tính chất nguy hiểm và lố lăng của nó.
- Chạy qua trụ xoay (Nước khoáng Evian)
- Nhảy bao bố

Mỗi đội chơi đều có 1 biểu tượng để cược điểm vào thử thách mà cả đội tự tin thắng (mùa đầu tiên là con rồng, mùa thứ hai là chú hề). Nếu thắng, đội chơi sẽ được 4 điểm thay vì 2, ngược lại không được điểm.
Ngoài ra trong chương trình, còn có câu đố cuối trong đó nếu các đội không trả lời được, MC sẽ ném túi của các thí sinh tặng khán giả (túi của vận động viên có đủ quần áo, kem đánh răng, khăn,...). Cuối chương trình, các đội sẽ cùng nhau nhảy hip cùng vui.
Thanh Hường là trợ lí cho MC Lại Văn Sâm trong chương trình, với việc đọc bảng điểm các đội chơi.

### Giải thưởng[8]
- Giải phong cách: 1.500.000 đồng/giải
- Giải nhất (chung kết): 1.500.000 đồng
- Giải nhì (chung kết): 1.000.000 đồng
- Giải ba (chung kết): 500.000 đồng

## Đón nhận
Trò chơi liên tỉnh là một trong số những trò chơi truyền hình vận động & giải trí hay nhất trên sóng Truyền hình Việt Nam. Tuy ý tưởng ban đầu chỉ gói gọn ở việc tạo nên phong trào rèn luyện thể dục thể thao, sức khỏe cho nhân dân, tạo nên ý thức tập luyện thể dục thể thao và tạo nên phút giây thư giãn cho khán giả xem truyền hình sau 1 tuần làm việc, lao động vất vả, nhưng trò chơi này không dừng lại ở đó. Đây được xem là một sáng tạo mang tính cột mốc của Lại Văn Sâm về mảng trò chơi vận động - một mảng nội dung còn khá hiếm hoi trên VTV3 nói riêng cũng như VTV nói chung, ngay cả đến bây giờ. Tính đối kháng và kịch tính của trò chơi mới lạ này đã tạo nên cơn sốt trong suốt cả hai năm tồn tại của chương trình.
Thậm chí, độ phủ sóng của Trò chơi liên tỉnh còn lớn tới mức những khán giả ở biên giới Lào, Campuchia chờ đến đúng giờ để theo dõi, "bởi đây là một trò chơi vận động, không cần ngôn ngữ cũng có thể hiểu được".
Một số đội chơi gây ấn tượng với khán giả có thể kể đến như đội của Thừa Thiên Huế, An Giang (có sự tham gia của lực sĩ Phạm Văn Mách),...
Mặc dù "Trò chơi liên tỉnh" tạo sức hút lớn cho khán giả xem truyền hình mỗi chiều cuối tuần, nhưng vẫn có một số ý kiến trái chiều từ khán giả về các trò chơi (điển hình như Cô gái Hà Lan),...

## Kế hoạch mở lại sân chơi
Năm 2012, một nhóm biên tập viên chủ lực của Ban thanh thiếu niên, Đài Truyền hình Việt Nam đã từng có dự định mở lại sân chơi này, nhưng với sự thể hiện ở những trường quay di động, thay vì ở rạp xiếc như trước đây. Tuy nhiên, điều này đã không được thực hiện.

## Nhà tài trợ
Ngoài ra, các nhà tài trợ cho từng trò chơi ở trên, còn có một số nhà tài trợ khác:
- Sữa Danone
- Dunhill
- Unilever (Viso, Lifebuoy, P/S)
- Băng dán Urgo
- Nước cam Orangina
- Sơn Nippon - Litex
- Dầu gội đầu trị gàu Head & Shoulders - P&G

## Bên lề
- Ấn tượng: Có thí sinh khi tham gia vòng thi Leo dốc bằng tay dù MC báo hết giờ cố leo lên được tới dốc.[cần dẫn nguồn]
- Sau đêm chung kết Trò chơi liên tỉnh 1997, sau khi đội Thừa Thiên Huế đạt giải nhất, đã cùng với MC Lại Văn Sâm nhảy xuống hồ bơi để ăn mừng.
- Đài Phát thanh - Truyền hình Cà Mau hiện vẫn còn giữ lại băng hình của các số chương trình Trò chơi liên tỉnh do VTV gửi tặng cho đài để phát lại vào những năm 1997-1998.